# Chó núi Đài Loan
Chó núi Đài Loan (tiếng Anh: Formosan Mountain Dog hay Formosan) hay còn biết đến với tên gọi là chó Đài Loan (chữ Hán:臺灣犬/Đài Loan khuyển) hay chó bản địa Đài Loan (chữ Hán: 臺灣土狗) hay chó Takasago (chữ Hán: 高砂犬) là giống chó nhà bản địa của Đài Loan, thuộc giống chó săn cổ xưa.

## Tổng quan
Năm 1980 một giống chó lạ về mặt khoa học chưa hề được biết đã được phát hiện khi người ta tiến hành nghiên cứu các giống chó sống trên đảo Formusa Đài Loan. Giống chó này từng phục vụ thổ dân cổ đại trong săn bắn. Cách đây khoảng nhiều nghìn năm, các giống chó của đảo này đã theo dòng người từ đây đến các khu vực khác của đông nam châu Á và đã lai tạo với các giống cho bản địa, ngoại trừ Dingo châu Úc.
Chó Đài Loan thuần chủng coi như rất hiếm. Ông Chen Mingnan đã bỏ ra tới 10 năm mới tìm được 4 dòng thích hợp để tạo thành một nhóm chó có thể dùng cho lai tạo. Tuy ngoài hòn đảo này ra chẳng ai biết đến chó Đài Loan, song họ đã có tiêu chuẩn tạm thời số 348 cho loại chó có thể dùng cho lai tạo này. Chúng được Câu lạc bộ chó Đài Loan (Taiwan Kenel Club) quản lý và được Tổ chức Chó Quốc tế (International Canine Organization) thừa nhận.

## Đặc Điểm
Chó núi Đài Loan có lớp lông ngắn và mềm mượt, chúng cũng thuộc họ chó xù tuy là không hoàn toàn. Tuy nhiên bản thân loài chó này tuy được lai tạo nhưng vẫn thừa hưởng được sức đề kháng tốt với nhiệt độ âm. Chúng sở hữu một thân hình khá cân đối và gọn gàng. Đầu của cúng có hình tam giác và mõm nhọn. Lưng của chúng hơi đổ nghiên về phía cổ, chúng ta nhìn thấy rõ khi chúng đứng yên một chỗ. Đuôi của chó Formosan dài khoảng 25 cm và cuộn cong về phía đỉnh đầu. Đôi chân của Forrmosan khá cân đối ở mức chiều cao cân xứng với chiều dài cơ thể. Formosan có kích thước cơ thể từ 43 đến 52 cm, cân nặng từ 14 đến 18 kg. Chúng có tuổi thọ khoảng 12 năm và có các màu gồm màu đen, màu vàng và vằn vện phức tạp.

Chúng là loài chó khá thông minh, thường được sử dụng để canh gác nhà cửa là phần lớn. Chúng thường mắc các chứng bênh như đường ruột, mắt. Đặc biệt cần để ý chăm sóc chúng vào mùa đông. Chúng cũng khá dễ nuôi và đào tạo. chúng rất thông minh, biết cần kiệm và rất nịnh chủ. Formosan khá thông minh, thân thiện với trẻ em, thích được chơi đùa.Đối với nhiệm vụ chúng luôn có sự tập trung và cảnh giác cao. Chúng sẵn sàng tấn công người lạ mặt kể cả khi chủ la mắng để phòng ngừa và như cách chúng dạy cho kẻ lạ mặt một bài học.